# Гекончик таджицький
Гекончик таджицький (Alsophylax tadjikiensis) — гекон з роду гекончиків підродини Справжні гекони.

## Опис
Дрібні гекони розміром тулуба до 3,1 см та довжиною хвоста до 3,2 см. Тулуб та голова пласкі. За зовнішніми ознаками й особливостям фолідоза близький до гладенького гекончика, з яким він і об'єднувався до останнього часу. У цього гекона тулуб також зверху вкрито багатокутної пласкою лускою, розташованої черепицеподібно правильними поперечними рядами, на спині відсутні окремі збільшення луски або горбки, характерні для багатьох видів роду. Пальці прямі, їхні кінцеві фаланги не стиснуті з боків. У носовій області, крім великого міжносового щитка, присутня 1, або дуже рідко 2 дрібні додаткові носові лусочки, що контактують з ніздрів. Кількість преанальних пір не перевищує 7. Забарвлення верхньої сторони тіла вохристе з оливковим відтінком. Від передніх кінцівок до основи задніх лап можуть проходити 5 світліших порівняно з основним фоном поперечних смуг. Від кінця морди через око до скроневої області і боків шиї простягається бура смуга, іноді у вигляді окремих цяток по межі спини і черева до задніх кінцівок. Від ніздрів над цією смугою проходить жовтувата смуга. Світлі надочноямкові смуги з'єднуються на кінці морди. Черево має світло-сірий колір, а низ хвоста помаранчевий.

## Спосіб життя
Найтиповіше місце перебування — глинясті схили з нагромадження каміння і нори гризунів. Зустрічається також у зруйнованих глиняних будівлях і під невеликими каміннями на правому березі річки Вахш. Відрізняється від гладенького гекончика здатністю добре пересуватися по вертикальних поверхнях. Сховища цих дрібних геконів - щілини у камінні та руїнах, порожнечі під ними, нори гризунів. У цих же сховищах можна виявити колективні кладки. У передгір'ях заходить на висоту до 450 м над рівнем моря. Активні вночі. Виходячи на поверхню, видають своєрідний писк, який можна чути серіями по 3-4 звуків, інтервал між серіями 0,5-1 та більше 1 хвилини. Харчуються павуками, псевдоскорпіонами, цикадами, жужелицями, жуками та метеликами. 
Із зимових сховищ таджицький гекончик виходить у березні — на початку квітня. Відомі колективні кладки яєць розміром 8,3-8,7 х 5,1-6,1 мм.

## Поширення
Це рідкісний, вузькоареальний вид. Таджицький гекончик мешкає у південному Таджикистані (долина річки Вахш). Дані про чисельність дуже мізерні — згідно зі спостереженнями, на ділянці 500 х 500 м тримаються близько 20 особин.